# Khosrovidoukht

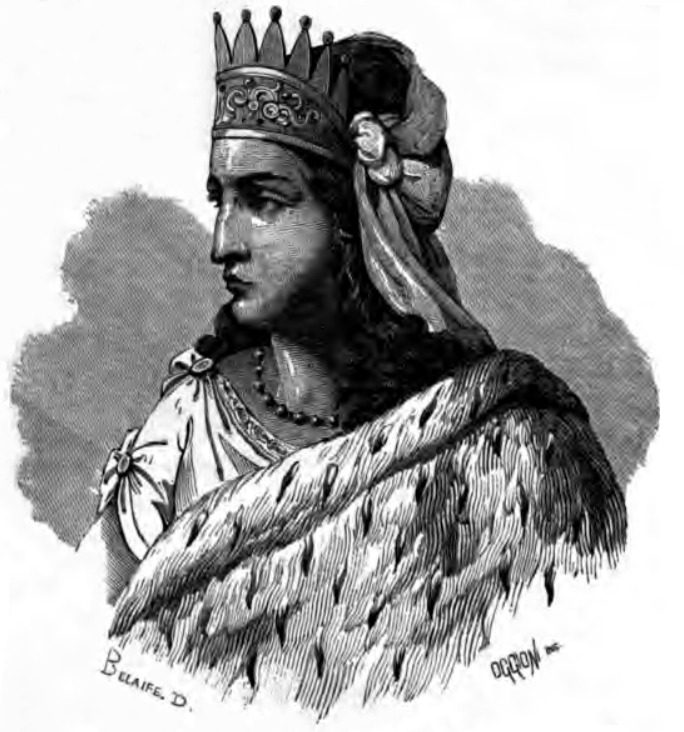
Une image de Khosrovidoukht réalisée au début du XXe siècle

Khosrovidoukht (arménien : Խոսրովիդուխտ) est une princesse de la dynastie des Arsacides d'Arménie. Elle est considérée comme étant une figure éminente de l'histoire arménienne, ainsi qu'une figure importante du christianisme en Arménie.
Khosrovidoukht est la fille du roi Khosrov II d'Arménie. Elle a aussi un frère, Tiridate IV, qui est le roi d'Arménie de 298 à 330. Le nom de Khosrovidoukht est dérivé de celui de son père et de son grand-père paternel, Khosrov Ier, qui était aussi un ancien roi d'Arménie.

## Biographie
Khosrovidoukht est née dans une ville inconnue en Arménie. En 252, son père et le restant de sa famille sont assassinés par Anak sous les ordres du roi Ardachir Ier. Après la capture et l'exécution d'Anak, afin de garder et de protéger la souveraineté en Arménie, les autorités romaines ont pris son frère, encore un bébé, pour être élevé à Rome. En même temps, Khosrovidoukht a été élevée à Kayseri, à Cappadoce. Les parents adoptifs de Khosrobidoukht étaient Awtay, un aristocrate de la famille Amatuni (en) et sa femme, une aristocrate qui appartenait à la famille Sikunik.
En 298, Tiridate IV devient roi d'Arménie, avec l'approbation de l'empereur romain Dioclétien. Après l'ascension au trône de son frère, Khosrovidoukht est revenue au pays avec sa famille adoptive, pour rester auprès de son frère. Durant son règne, Tiridate IV a construit Garni pour sa sœur. Celui-ci est une résidence d'été.
Khosrovidoukht, Tiridate IV et la majorité du peuple arménien pratiquent le Zoroastrisme, la religion nationale de l'Arménie de l'époque. Durant le règne de Tiridate IV, la persécution chrétienne est omniprésente dans l'Empire romain. Puisque le roi est un allié de Rome, il approuve et pratique cette persécution religieuse. Tiridate IV ordonne l'exécution de nombreux chrétiens qui s'opposent au paganisme. De nombreux chrétiens ont fui le pays pour échapper ces massacres. Parmi ces victimes, Tiridate IV est responsable du martyre des religieuses de Hripsimé et de l'emprisonnement de Grégoire l'Illuminateur dans la fosse Khor Virap,.
Tout de suite après le martyre des religieuses de Hripsimé, Tiridate IV est devenu fou. Le roi se comportait comme un sanglier, en errant sans but dans la forêt. Khosrovidoukht, inquiète pour son frère, a fait tout en son pouvoir pour le ramener à la raison.

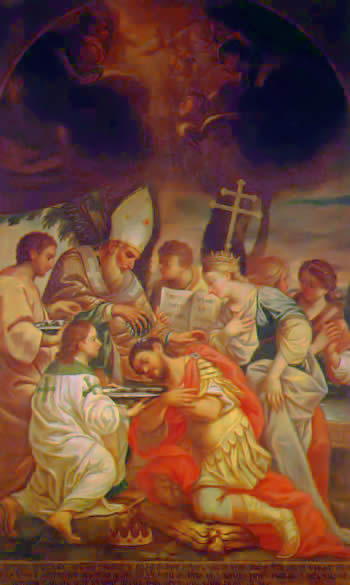
Le baptême de Tiridate III.

Dans ses rêves, Khosrovidoukht a une vision de Dieu. Là, elle voit un homme qui vient vers elle et qui lui dit : « Il n'y a pas de remède à vos malheurs, à moins que vous n'alliez à la ville d'Artaxate et que vous libéreriez le prisonnier Grégoire. Une fois libre, ce dernier vous donnera un remède à tous vos malheurs ». Khosrovidoukht a cette vision cinq fois. Elle parle de ce rêve au peuple, mais tout le monde se moque d'elle. Ils lui disent : « Vous aussi, vous êtes folle. Un démon vous a possédée. Comment est-il possible qu'il soit encore vivant, alors qu'ils l'ont jeté dans la fosse ? Le jour même qu'il est entré dans la fosse, il serait immédiatement mort, juste à la vue des serpents ».
Khosrovidoukht, avec une grande peur et hésitation, révèle ses visions au roi Tiridate IV. Ce dernier a immédiatement envoyé le père adoptif de sa sœur, Awtay, à Artaxate pour libérer Grégoire de la fosse. Quand Grégoire est amené devant le roi, il est emprisonné pour quinze ans. Même s'il souffre de malnutrition, les chances qu'il soit vivant restent minces. La légende dit que c'est Khosrovidoukht ou une autre femme qui nourrit secrètement Grégoire durant son emprisonnement. Même si son frère a banni le christianisme et a ordonné la persécution des chrétiens, Khosrovidoukht et sa belle-sœur, Ashkhen, ont accepté cette religion pour la leur. Elles ont pu garder leur foi avec l'aide de chrétiens arméniens clandestins.
En 301, après sa libération, Grégoire a miraculeusement guéri Tiridate IV. Tiridate III est convaincu de ce miracle, d'où il annonce le christianisme en tant que religion officielle de l'Arménie. Ainsi, l'Arménie est devenue le premier pays à avoir adopté le christianisme. En même temps, Grégoire est nommé catholicos de l'Église apostolique arménienne. Après sa rémission de la maladie, Tiridate IV devient un chrétien pratiquant et, ainsi, la persécution chrétienne cesse. Après le baptême du roi Tiridate III, Grégoire a aussi baptisé sa famille, et son armée dans l'Euphrate,.
De 301 jusqu'au jour de sa mort, possiblement autour de l'an 330, Khosrovidoukht et sa famille dédient le reste de leur vie au service de Jésus-Christ. Le roi Tiridate IV encourage et supporte la répartition de la religion chrétienne dans son pays. Tiridate III, Khosrovidoukht et Ashkhen participent à la construction de la cathédrale Sainte-Etchmiadzin, de l'église Sainte-Gayané, de l'église Sainte-Hripsimé et de l'église Choghagat. Durant la construction des églises de Sainte-Gayané et Sainte-Hripsimé, Ashkhen et Khosrovidoukht font don de leurs bijoux pour couvrir les dépenses de ces églises.
Vers la fin de sa vie, Khosrovidoukht, accompagnée d'Ashkhen, vit dans la résidence de Garni.
Khosrovidoukht, Tiridate IV et Ashkhen sont des saints de l'Église apostolique arménienne et leur fête chrétienne est le samedi après le cinquième dimanche de la Pentecôte, qui est généralement autour du 30 juin.